# Carmenta querci
Carmenta querci is een vlinder uit de familie wespvlinders (Sesiidae), onderfamilie Sesiinae.
Carmenta querci is voor het eerst wetenschappelijk beschreven door Edwards in 1882. De soort komt voor in het Nearctisch gebied.